# Андреевка (Запорожская область)
Андре́евка (укр. Андріївка) — посёлок, Андреевский поселковый совет, Бердянский район, Запорожская область, Украина
.
Является административным центром Андреевского поселкового совета, в который, кроме того, входят сёла Дахно,
Ивановка, Новосельское, Сахно, Софиевка и Успеновка.

## Географическое положение
Посёлок городского типа Андреевка находится на берегу реки Кильтичия в месте впадения в неё реки Камышеватая, ниже по течению примыкает село Успеновка.

## История
1809 — дата основания.
По сведениям 1864 года здесь насчитывалось 935 дворов и проживало 7262 человека.
По состоянию на 1890 год Андреевка являлась крупным селом Бердянского уезда Таврической губернии, здесь насчитывалось 1397 дворов и 9 377 жителей, действовали три сельских школы, 4 торговых лавки, 2 постоялых двора, винный склад, базар, две православные церкви и еврейский молитвенный дом, регулярно проходили ярмарки.
В 1907 году состоялось разделение села Андреевка на два села Андреевка и Успеновка.
Накануне первой мировой войны Андреевка была довольно крупным населенным пунктом. Здесь насчитывалось 1618 дворов и проживало около 16,4 тыс. человек.
В 1935 году село Андреевка стало центром Андреевского района Днепропетровской области, в 1939 году Андреевский район был передан в Запорожскую область.
Во время Великой Отечественной войны в 1941—1943 гг. селение находилось под немецкой оккупацией.
В 1957 году присвоен статус посёлок городского типа.
В 1962 году упразднён Андреевский район.
По состоянию на начало 1978 года здесь действовали газоперерабатывающий завод, хлебный завод, швейная фабрика, цех железобетонных изделий и шлакоблоков Балаклейского завода строительных материалов, промкомбинат, дом быта, три общеобразовательные школы, три лечебных учреждения, Дом культуры, клуб, кинотеатр, 10 библиотек.
В 1989 году численность населения составляла 4017 человек, по данным переписи 2001 года — 3307 человек. По состоянию на 1 января 2013 года численность населения составляла 2976 человек.

## Экономика
- «Агротехсервис», ОАО.

## Объекты социальной сферы
- Школа.
- Андреевский дом детского творчества.
- Больница.

## Транспорт
Через посёлок проходит автомобильная дорога Т-0815.

## Известные уроженцы  и жители
- Потапенко, Николай Семёнович — Герой Советского Союза
- Кравченко Василий Иванович (1924—1982) — Герой Советского Союза
- Лагунов, Борис Исакович (1880 — 1938) — российский революционер, политик, член Украинской Центральной Рады.

## Достопримечательности
- Братская могила советских воинов.